# 地利洛非
地利洛非也称为二丙诺啡，是μ-（MOR），κ-（KOR）和δ-阿片受体（DOR）（三者具有相同的亲和力）的非选择性，高亲和力，弱部分激动剂，同时在兽医学中用作阿片类拮抗剂。它用于逆转超强效阿片类镇痛药的作用，例如用于镇静大型动物的埃托啡和卡芬太尼。该药物未被批准用于人类。
地利洛非是市场上最强的阿片类拮抗剂（作为拮抗剂的效力比纳洛芬高100倍），并且用于逆转非常强的阿片类物质的作用是，其结合亲和力如此之高以至于纳洛酮不能有效或可靠地逆转麻醉作用。这些超强效的阿片类药物，除了丁丙诺啡以外（由于其部分激动作用而具有改善的安全性），因为人体剂量太小难以正确测量，因此不会用于人体。 因此过量服用的风险会导致致命的呼吸抑制。然而，常规阿片类衍生物的镇静强度不足以使大型动物（如大象和犀牛）迅速镇静，因此埃托啡和卡芬太尼等药物可用于此目的。
因为地利洛非是阿片受体的弱部分激动剂而不是沉默拮抗剂，可以在没有其他足够剂量的阿片类药物的情况下产生一些阿片类药物作用。此外，由于具有KOR的部分激动作用，它似乎相对于MOR具有显着更大的内在活性，因此地利洛非可以产生镇静作用，并且在人类中也可以产生幻觉。